# Horace (Corneille)

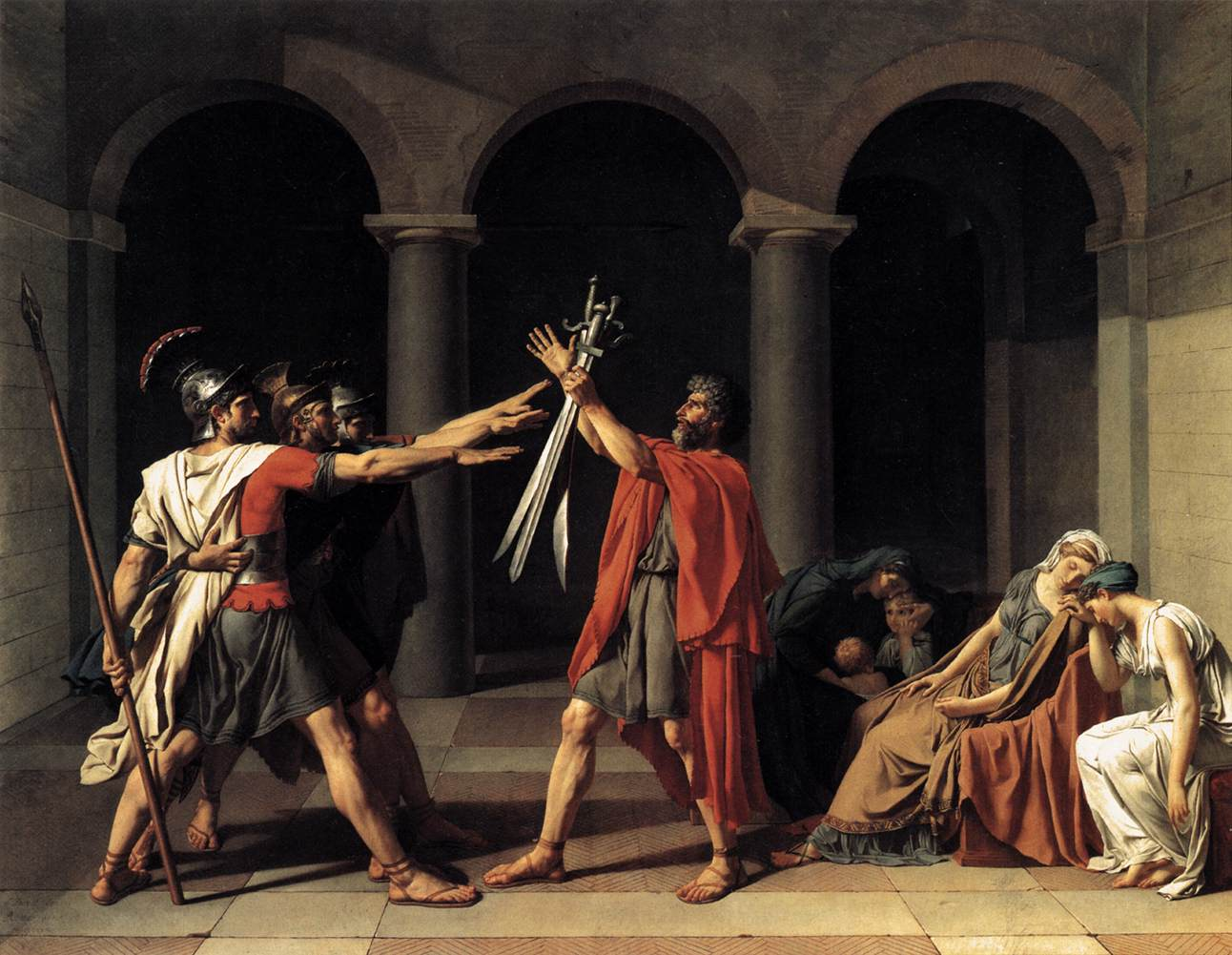
Der Schwur der Horatier von Jacques-Louis David

Horace ist eine Tragödie in fünf Akten des französischen Dichters Pierre Corneille. Das Stück behandelt den Kampf zwischen den Horatiern und den Curatiern und beruht auf einem Bericht des römischen Historikers Livius. Es wurde im März 1640 uraufgeführt.

## Personen
- Tullus, König von Rom
- Der alte Horatius, römischer Ritter
- Horatius, sein Sohn
- Curiatius, Ritter aus Alba, Verlobter der Camilla
- Valerius, römischer Ritter, verliebt in Camilla
- Sabina, Frau des Horatius und Schwester des Curiatius
- Camilla, Verlobte des Curatius und Schwester des Horatius
- Julia, römische Dame, Vertraute Sabinas und Camillas
- Flavian, Soldat der Armee von Alba
- Procul, Soldat der römischen Armee

## Handlung
Das Stück spielt in der legendenhaften römischen Königszeit. Die römische Familie der Horatier ist mit der Familie der Curatier aus dem benachbarten Alba verbunden. Als jedoch zwischen den beiden Städten Krieg ausbricht, wird diese Harmonie gestört. Aus jeder Stadt werden jeweils drei Männer bestimmt, die gegeneinander zu kämpfen haben. Gegen alle Erwartungen fällt das Los auf drei Brüder der Horatier aus Rom und drei Brüder der Curatier für Alba.
Diese Wahl erfüllt die Brüder mit Stolz, obwohl sie einen schweren Konflikt in sich birgt, denn beide Familien sind miteinander verschwägert: Sabina, Schwester des Curiatius, ist mit Horatius vermählt; Camilla, dessen Schwester, ist mit Curiatius verlobt, der zugleich ein Freund ihres Bruders ist. Aus dem Stellvertreterkampf kehrt nur der jüngste der Horatier zurück, allerdings als Sieger. Nachdem seine beiden Brüder bereits gefallen sind, die Curiatier jedoch nur unterschiedlich verwundet, ergreift er zum Schein die Flucht, in der richtigen Erwartung, die Gegner würden ihn nicht alle gleich schnell verfolgen können. Unvermutet stellt er sich dann wieder und erschlägt alle drei, zuerst den schnellsten, weil nur leicht verletzten, zuletzt den am schwersten Verwundeten.
Nach vollbrachter Tat wird Horatius von den Römern beglückwünscht. Seine aufgebrachte Schwester beklagt jedoch den Verlust ihres Verlobten, worauf Horatius auch sie tötet. Nun verteidigt Horatius' Vater die Ehre, mithin seinen Sohn, gegen die leidenschaftliche Liebe von Camilla. Trotz der Anklagerede des römischen Ritters Valerius, der ebenfalls in Camilla verliebt war, wird Horatius begnadigt. Der König wünscht, dass Camilla und Curatius im selben Grab bestattet werden.

## Wirkungsgeschichte
Horace ist Corneilles erstes Drama aus der römischen Geschichte. Er schrieb es als Reaktion auf die Kritiken während der Querelle du Cid und widmete es Kardinal Richelieu. Das Stück wurde zu seinem zweiten großen Erfolg. Vor der Aufführung wurde es bei Boisrobert vorgelesen; Corneille weigerte sich jedoch, vorgeschlagene Änderungen einzubringen. Der Stoff diente als Grundlage für die Libretti der Opern Les Horaces von Antonio Salieri, Gli Orazi e i Curiazi von Domenico Cimarosa sowie Orazi e Curiazi von Saverio Mercadante.
Eine Übersetzung ins Deutsche durch Dora von Gagern erschien unter dem Titel Horatius 1885.